# Lorella Stefanelli
Lorella Stefanelli (San Marino, 20 febbraio 1959) è un avvocato e politico sammarinese.
Dal 2012 è membro del Consiglio Grande e Generale nelle liste del Partito Democratico Cristiano Sammarinese come indipendente.
È stata Capitano reggente dal 1º ottobre 2015 al 1º aprile 2016.
È dirigente della pubblica amministrazione.